# قبلة الوداع (فلم)
فيلم قبلة الوداع (بالإنجليزية: The Long Kiss Goodnight) هو فيلم أكشن وإثارة أمريكي صدر سنة 1996، من بطولة صامويل جاكسون، وجينا ديفيس. الفيلم من كتابة شاين بلاك، وإخراج ريني هارلن.

## القصة
تقوم العصابات الإجرامية بتدمير مبنى التجارة العالمي من قبل العصابات الأمريكية لغرض غزو العالم ومصادقة ذلك من قبل الكونغرس الأمريكي، بينما كان البطلان صامويل جاكسون وجينا ديفيس يقومان بمنع تحقيق أهدافهم الشريرة.

## الممثلون
- جينا ديفيس قامت بدور سامانثا كين / شارلين اليزابيث بالتيمور "شارلي"
- صامويل جاكسون بدور ميتش هينيسي
- باتريك مالاهايد بدور بيركنز ليلاند
- كريغ بيركو بدور تيموثي
- بريان كوكس بدور الدكتور ناثان والدمان
- ديفيد مورس بدور لوقا / ديدالوس
- سبرادلين بدور الرئيس
- توم اماندز بدور هال
- إيفون زيما بدور كيتلين كين
- ميلينا كانكاريدز بدور ترين
- آلن نورث بدور إيرل

## المناسبة
تم إنتاج الفيلم عام 1996 قبل أحداث سبتمبر 2001.

## التصوير
أغلب تصوير المشهد تم في كندا.

## وصلات خارجية
- مقالات تستعمل روابط فنية بلا صلة مع ويكي بيانات